# Belgien i olympiska vinterspelen 2010

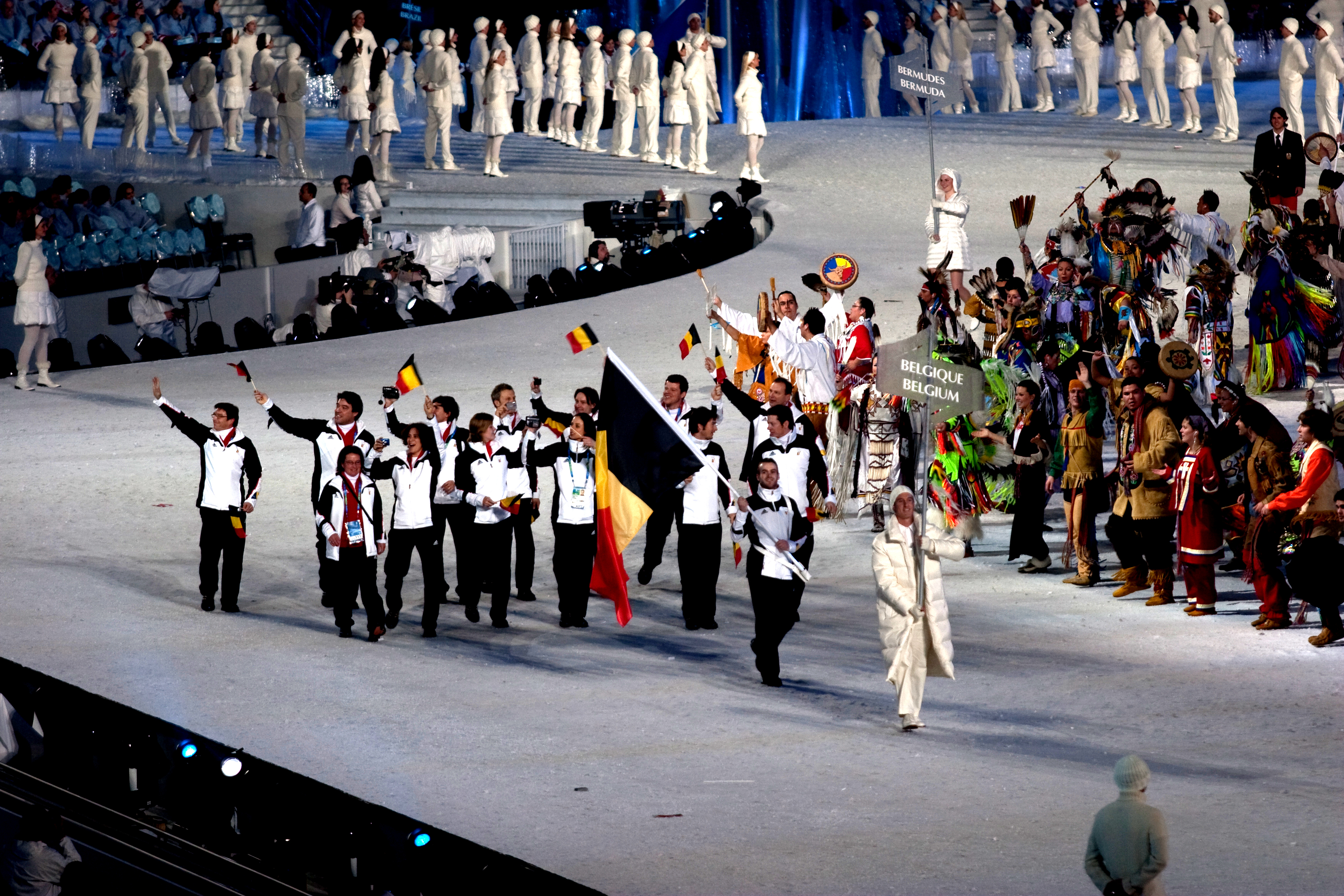

Belgien deltog med åtta deltagare vid de olympiska vinterspelen 2010 i Vancouver. Ingen av landets deltagare erövrade någon medalj.